# 哈萨克斯坦国旗
哈薩克斯坦国旗启用于1992年6月4日。
國旗底色为天蓝色，代表哈萨克草原寬廣無際的青天，也象徵著幸運、安寧、和平與統一。放射32道光芒的金黄色太陽图案與翱翔天際的草原雄鷹共同昭示著哈萨克斯坦民众所弘扬的博愛与自由。靠旗桿處有一道黄色豎條，勾勒出哈薩克人喜愛的民族服飾上的花紋圖案，突顯了哈薩克的文化傳統和民族特色。

## 建議旗幟
- 1991年獨立後哈薩克國旗建議設計之一
- 1991年獨立後哈薩克國旗建議設計之二
- 1991年獨立後哈薩克國旗建議設計之三
- 1991年獨立後哈薩克國旗建議設計之四
- 1991年獨立後哈薩克國旗建議設計之五
- 1991年獨立後哈薩克國旗建議設計之六
- 1991年獨立後哈薩克國旗建議設計之七
- 1992年獨立後哈薩克國旗建議設計之八
- 1992年獨立後哈薩克國旗建議設計之九

## 歷史國旗
- 突厥斯坦总督区
1867年–1918年
- 阿拉什自治國
1917年－1920年
- 阿拉什自治國
1917年－1920年
- 苏维埃俄国
1917年－1922年
- 突厥斯坦苏维埃社会主义自治共和国
1919年-1921年
- 突厥斯坦苏维埃社会主义自治共和国
1921年-1923年
- 苏维埃社会主义共和国联盟
1922年-1991年
- 哈萨克自治社会主义苏维埃共和国
1925年-1936年
- 哈薩克蘇維埃社會主義共和國
1937年-1940年
- 哈薩克蘇維埃社會主義共和國
1940年-1953年
- 哈薩克蘇維埃社會主義共和國
1953年-1992年
- 哈薩克斯坦共和國
1992年
1992年6月4日以前哈萨克斯坦共和国国旗的早期设计。[1]

### 其他
- 哈薩克汗國
1456年－1847年
由土耳其政府拟构

### 国旗变迁时间轴
|       |           |           |           |           |           |           |           |       |
| -1918 | 1917–1920 | 1919–1921 | 1921–1923 | 1925–1936 | 1937–1940 | 1940–1953 | 1953–1992 | 1992- |

## 外部連結
- 哈薩克总統府[永久]
- 哈薩克國旗格式與國旗變遷

1. ↑  . www.vexillographia.ru.   [2018-10-09]. （原始内容存档于2018-04-22）.